# Championnat de Chypre de football 1989-1990
Navigation
Saison précédente Saison suivante
La saison 1989-1990 du Championnat de Chypre de football était la 52e édition officielle du championnat de première division à Chypre. Les quatorze meilleurs clubs du pays se retrouvent au sein d'une poule unique, la Cypriot First Division, où ils s'affrontent 2 fois, à domicile et à l'extérieur. En fin de saison, les 2 derniers du classement sont relégués et remplacés par les 2 meilleurs clubs de D2.
L'APOEL Nicosie remporte le titre en terminant en tête du championnat, devançant l'Omonia Nicosie de 5 points et le Pezoporikos Larnaca de 10 points. C'est le 14e titre de champion de l'histoire du club.

## Les 14 clubs participants
| - AEL Limassol - APOP Paphos - Evagoras Paphos - Promu de D2 - Nea Salamina Famagouste - Omonia Nicosie - APOEL Nicosie - Olympiakos Nicosie | - Pezoporikos Larnaca - Anorthosis Famagouste - Aris Limassol - Apollon Limassol - EN Paralimni - Alki Larnaca - Promu de D2 - Ethnikos Achna |

## Compétition

### Classement
Le barème utilisé pour établir le classement est le suivant :
- Victoire : 2 points
- Match nul : 1 point
- Défaite : 0 point

| Rang | Équipe                | Pts | J  | G  | N  | P  | Bp | Bc | Diff |
| ---- | --------------------- | --- | -- | -- | -- | -- | -- | -- | ---- |
| 1    | APOEL Nicosie         | 41  | 26 | 18 | 5  | 3  | 45 | 19 | +26  |
| 2    | Omonia Nicosie T      | 36  | 26 | 15 | 6  | 5  | 53 | 21 | +32  |
| 3    | Pezoporikos Larnaca   | 31  | 26 | 10 | 11 | 5  | 37 | 27 | +10  |
| 4    | Aris Limassol         | 30  | 26 | 11 | 8  | 7  | 43 | 31 | +12  |
| 5    | Apollon Limassol      | 29  | 26 | 11 | 7  | 8  | 43 | 28 | +15  |
| 6    | AEL Limassol          | 27  | 26 | 8  | 11 | 7  | 32 | 31 | +1   |
| 7    | Anorthosis Famagouste | 27  | 26 | 10 | 7  | 9  | 20 | 28 | -8   |
| 8    | EN Paralimni          | 26  | 26 | 7  | 12 | 7  | 40 | 40 | 0    |
| 9    | Olympiakos Nicosie    | 23  | 26 | 6  | 11 | 9  | 32 | 35 | -3   |
| 10   | Nea Salamina C        | 22  | 26 | 6  | 10 | 10 | 26 | 32 | -6   |
| 11   | APOP Paphos           | 22  | 26 | 6  | 10 | 10 | 30 | 46 | -16  |
| 12   | Alki Larnaca P        | 21  | 26 | 6  | 9  | 11 | 27 | 36 | -9   |
| 13   | Evagoras Paphos P     | 19  | 26 | 5  | 9  | 12 | 24 | 41 | -17  |
| 14   | Ethnikos Achna        | 10  | 26 | 3  | 4  | 19 | 15 | 53 | -38  |

|  | Qualification pour la Coupe des clubs champions 1990-1991                              |
|  | Qualification pour la Coupe des Coupes 1990-1991                                       |
|  | Qualification pour la Coupe UEFA 1990-1991                                             |
|  | Relégation directe en deuxième division                                                |
|  | T : Tenant du titre C : Vainqueur de la Coupe de Chypre P : Promu de deuxième division |

## Bilan de la saison
| Championnat de Chypre de football 1989-1990 |                                |
| Champion                                    | APOEL Nicosie (16e titre)      |
| Coupes et trophées                          |                                |
| Vainqueur de la Coupe de Chypre 1989-1990   | Nea Salamina Famagouste        |
| Qualifications continentales                |                                |
| Coupe des clubs champions 1990-1991         | APOEL Nicosie                  |
| Coupe des Coupes 1990-1991                  | Nea Salamina Famagouste        |
| Coupe UEFA 1990-1991                        | Omonia Nicosie                 |
| Promotions et relégations                   |                                |
| Promus en Cypriot First Division            | APEP Pitsilia EPA Larnaca      |
| Relégués en Cypriot Second Division         | Evagoras Paphos Ethnikos Achna |